# 백운중학교 (서울)
백운중학교(白雲中學校)는 대한민국 서울특별시 도봉구 쌍문동에 있는 공립 중학교이다.

## 학교 연혁
- 1991년 10월 30일 : 백운 중학교 설립 인가
- 1992년 3월 1일 : 초대 홍응표 교장 취임
- 1992년 3월 4일 : 입학식(4학급)
- 1992년 5월 6일 : 백운중학교 개교식
- 1995년 2월 4일 : 제1회 졸업식(748명)
- 1996년 3월 2일 : 중학교교육 새물결운동 선도(거점)학교 지정 (교육장)
- 2009년 3월 2일 : 입학식(9학급, 특수학급 1) 331명
- 2020년 3월 1일 : 제13대 변원목 교장 취임
- 2022년 12월 30일 : 제29회 졸업식(192명, 총 11,032명)
- 2023년 3월 2일 : 제32회 입학식(8학급 182명)

## 참고 자료
- 백운중학교 - 한국교육학술정보원 학교알리미